# Cem Yıldırım
Cem Yalçın Yıldırım (8 luglio 1961) è un matematico turco.
Yıldırım è conosciuto per i suoi contributi in teoria dei numeri, e principalmente per i suoi importanti lavori con Daniel Goldston e János Pintz su intervalli corti tra numeri primi consecutivi. In particolare, i tre hanno dimostrato che
{\displaystyle \liminf _{n\to \infty }{\frac {p_{n+1}-p_{n}}{\log p_{n}}}=0},
dove {\displaystyle p_{n}} è l'n-esimo numero primo e {\displaystyle \liminf } indica il limite inferiore. Successivamente hanno migliorato tale risultato provando che il limite resta zero anche sostituendo {\displaystyle \log p_{n}} con {\displaystyle (\log p_{n})^{\frac {1}{2}}(\log \log p_{n})^{2}} e che, se si assumesse la congettura di  Elliott-Halberstam, vi sarebbero infinite coppie di primi la cui differenza è minore o uguale a 16.
Nel 2013 Yitang Zhang, basandosi sull'innovativo approccio di Goldston, Pintz e Yıldırım (spesso chiamati GPY) ha dimostrato che ci sono infiniti numeri primi consecutivi la cui differenza è minore di 70 milioni, facendo dunque grossi progressi verso la soluzione della congettura dei primi gemelli. Per questo motivo nel 2014 Yıldırım è stato insignito, insieme a Zhang, Goldston e Pintz, del Premio Cole in teoria dei numeri.